# Noteriades zulu
Noteriades zulu är en biart som först beskrevs av Embrik Strand 1919.  Noteriades zulu ingår i släktet Noteriades och familjen buksamlarbin. Inga underarter finns listade i Catalogue of Life.